# محوطه بیجنوند ۶
محوطه بیجنوند ۶ مربوط به سدهٔ ۳و ۴ ه.ق - دوران‌های تاریخی پس از اسلام است و در شهرستان چرداول، بخش مرکزی، دهستان شباب، روستای بیجنوند واقع شده و این اثر در تاریخ ۲۳ بهمن ۱۳۸۵ با شمارهٔ ثبت ۱۷۳۶۳ به‌عنوان یکی از آثار ملی ایران به ثبت رسیده است.